# ピーター・キング (メイクアップアーティスト)
ピーター・キング（Peter King, 1955年 - ）、またはピーター・スウォーズ・キング（Peter Swords King）は、イギリスのメイクアップアーティストである。『ロード・オブ・ザ・リング/王の帰還』のメイクアップを担当したことにより、リチャード・テイラーと共に第76回アカデミー賞メイクアップ賞を獲得した。また『ホビット 思いがけない冒険』でもノミネートされた。

## 主なフィルモグラフィ
- アベンジャーズ The Avengers (1998)
- リトル・ヴォイス Little Voice (1998)
- 理想の結婚 An Ideal Husband (1999)
- クイルズ Quills (2000)
- ロード・オブ・ザ・リング The Lord of the Rings: The Fellowship of the Ring (2001)
- アーネスト式プロポーズ The Importance of Being Earnest (2002)
- ロード・オブ・ザ・リング/二つの塔 The Lord of the Rings: The Two Towers (2002)
- ロード・オブ・ザ・リング The Lord of the Rings: The Fellowship of the Ring (2001) (2001)
- ロード・オブ・ザ・リング/王の帰還 The Lord of the Rings: The Return of the King (2003)
- サンダーバード Thunderbirds (2004)
- NINE Nine (2009)
- ホビット 思いがけない冒険 The Hobbit: An Unexpected Journey (2012)
- ホビット 竜に奪われた王国 The Hobbit: The Desolation of Smaug (2013)
- ホビット 決戦のゆくえ The Hobbit: The Battle of the Five Armies (2014)
- イントゥ・ザ・ウッズ Into the Woods (2014)

## 受賞とノミネート
| 賞           | 年   | 部門                            | 作品名                            | 結果       |
| ------------ | ---- | ------------------------------- | --------------------------------- | ---------- |
| アカデミー賞 | 2003 | メイクアップ賞                  | ロード・オブ・ザ・リング/王の帰還 | 受賞       |
| アカデミー賞 | 2012 | メイクアップ&ヘアスタイリング賞 | ホビット 思いがけない冒険         | ノミネート |